# Eupholidoptera prasina
Eupholidoptera prasina är en insektsart som först beskrevs av Brunner von Wattenwyl 1882.  Eupholidoptera prasina ingår i släktet Eupholidoptera och familjen vårtbitare. Inga underarter finns listade i Catalogue of Life.